# Megachile melanota
Megachile melanota är en biart som beskrevs av Pérez 1895. Megachile melanota ingår i släktet tapetserarbin, och familjen buksamlarbin. Inga underarter finns listade i Catalogue of Life.